# Alarik II.
Alarik II. (gotsko *Alareiks, "vladar vseh", latinsko Alaricus) je bil od leta 484 do 507 kralj Vizigotov, * okoli 458/466, Vizigotsko kraljestvo, † avgust 507, Poitiers.
Na vizigotskem prestolu v Toulouseu  je 28. decembra 484 nasledil svojega očeta Eurika. Bil je pravnuk bolj slavnega kralja Alarika I., ki je leta 410 izropal Rim. Ustanovil je svojo prestolnico v Aire-sur-l'Adour (Vicus Julii) v Akvitaniji. Njegovo kraljestvo ni obsegalo samo Hispanije, razen njenega severozahodnega dela, ampak tudi Akvitansko Galijo in velik del Narbonske Galije.

## Vladanje
Najstarejši zapis o vladavini Alarika II. omenja, da je dal zatočišče Siagriju, nekdanjemu vladarju Soissonsa v današnji severozahodni Franciji,  ki ga je premagal kralj Frankov Klodvik I. Po pripovedovanju Gregorja Tourskega je Klodvik I. ustrahoval Alarika, da mu je predal Siagrija. Gregor je k temu dodal, da so "Goti strahopetna rasa". Franki so nato Sjagrija zaprli, ko so prevzeli oblast v njegovem kraljestvu pa so ga obglavili.
Wolfram poudarja, da je tašen potek dogodkov malo verjeten, ker "Klodvik takrat ni prišel dlje od Sene in je Frankom šele po nekaj letih uspelo zasesti preostalo galsko-rimsko varovalno državo severno od Loire." Vsaka Klodvikova grožnja z vojno bi bila učinkovita le, če bi bila z Alarikom  soseda, razen tega pa "ni nikjer zapisano, da je bil Siagrij leta 486 ali 487 izročen Frankom."
Alarik II. se kljub frankovskemu napredovanju v naslednjih letih  ni bal prevzeti vojaške pobude. Leta 490 je pomagal svojemu rojaku ostrogotskemu kralju Teoderiku Velikemu pri osvajanju Italije. Njegova vojska je prekinila Odoakerjevo obleganje Pavie, v kateri  je bila Teoderikova vojska ujeta v past. Ko so Franki v 1. desetletju 5. stoletja napadli Burgunde, jim je Alarik prišel na pomoč in po zmagi burgundskega kralja Gundobada v zameno dobil Avignon. Okoli leta 502 sta se Klodvik in Alarik sestala na otoku na Loari blizu Amboisea in sklenila mirovni sporazum.
Leta 506 so Vizigoti zavzeli mesto Dertosa v dolini Ebra. V mestu so ujeli rimskega uzurpatorja Petra in ga usmrtili.

## Bitka pri Vouilléu in njene posledice
Klodvik je po nekaj letih prekršil mirovni sporazum, sklenjen leta 502, in kljub diplomatskemu posredovanju ostrogotskega kralja in Alarikovega tasta Teoderika napadel vizigotsko ozemlje. Alarika so ga njegovi magnati prisilili, da se je v bitki pri Vouilléu pri Poitiersu poleti  507 spopadel s Klodvikom. Vizigoti so bili v bitki poraženi, Alarik pa ubit. Po pisanju Gregorja Tourskega ga je ubil  sam Klodvik. Najresnejša posledica poraza Vizigotov ni bila izguba njihovih posesti v Galiji. S pomočjo Ostrogotov so osvojili večino izgubljenega ozemlja, po mnenju Herwiga Wolframa morda do Toulousea. Manj pomembna je bila tudi izguba zakladnice, ki jo je zasegel Klodvik. Peter Heather ugotavlja, da se je po kraljevi smrti kraljestvo preprosto razsulo.
Alarikova dediča sta bila njegov starejši nezakonski sin Gezalik in njegov mlajši zakonsko polbrat Amalrik, ki je bil še otrok. Gezalik se je izkazal za nesposobnega, zato je prestol leta 511 prevzel Teodorik Veliki, navidezno v Alarikovem imenu. Amalrik je kasneje prevzel vizigotski prestol, vendar je bila politična kontinuiteta vizigotskega kraljestva porušena. Po Amalrikovi smrti leta 531 se je začelo dolgo obdobje nemirov, ki je trajalo do leta 568, ko je na prestol sedel Leovigild.

## Sposobnost vladanja
Alarik je bil arijanec, takot vsi zgodnji vizigotski plemiči, vendar je močno omilil politiko preganjanja katolikov, ki jo je izvajal njegov oče. Katolikom je dovolil, da so leta 506 organizirali cerkveni zbor v Agdeu. S katoliškimi škofi iz Arlesa je imel neugodne odnose, ker je prekinil službovanje arleškega škofa Cezarija, imenovanega leta 503. Cezarija je obtožil kovanja zarote z Burgundi, katerih kralj je bil poročen s Klodvikovo sestro. Obtožil ga je tudi, da je pomagal Burgundom pri zasedbi mesta in ga za eno leto izgnal v Bordeaux v Akvitaniji. Ko se je kriza končala, mu je dovolil, da se brez posledic vrne v Arles.

## Zapuščina
Po Alariku se imenuje Montagne d'Alaric (Alarikova gora) pri Carcassonneu. Lokalno izročilo pravi, da je v jamah na gori zakopan ogromen zaklad.
Po njem se imenuje tudi Canal d'Alaric (Alarikov kanal) v departmaju Hautes-Pyrénées.